# Der König der purpurnen Stadt
Der König der purpurnen Stadt ist ein historischer Roman der Schriftstellerin Rebecca Gablé aus dem Jahr 2002. Er handelt vom Zeitrahmen unmittelbar vor ihrem ersten historischen Roman Das Lächeln der Fortuna. Obwohl es personelle Überschneidungen gibt, gehört er nicht zur Waringham-Saga.

## Inhalt
Im Jahre des Herrn 1330 hat der Lehrjunge Jonah Durham (* 1312), welcher in der Zeit bei seinem Cousin den Nachnamen Hillock führte und erst nach dem Zusammentreffen mit dem König sich wieder Durham nannte, kein leichtes Leben im Hause seines Meisters und Cousin Rupert Hillock. Mit Ehrgeiz gelingt es dem verschlossenen Jungen, seine kalte, berechnende Großmutter von seinem Können zu überzeugen. Nach ihrem Tod bekommt er ein großzügiges Erbe zur Grundlage einer späteren, eigenen Karriere als Tuchhändler. Doch sein Cousin neidet ihm dieses Erbe. Einen Mordversuch während einer Geschäftsreise verhindert nur eine zufällig in der Nähe weilende Jagdgesellschaft. So lernt Jonah den englischen König Edward III. und dessen Frau Philippa von Hennegau kennen. Nach diesem Vorfall wird Jonah vorzeitig aus der Lehre entlassen und in die Gilde der Londoner Tuchhändler aufgenommen.
Ein paar Monate später gelingt es Jonah mit Glück, das Leben der englischen Königin zu retten. Nach diesem zweiten Zusammentreffen mit dem englischen Königshaus steigt Jonah zum Hoflieferanten auf. Durch eigenen Leichtsinn bringt er aber seinen sicheren Aufstieg in Gefahr. Um nicht unterzugehen, schließt er einen Pakt mit William de la Pole. Inzwischen vom König zum Ritter geschlagen, sinnt Jonah mit einem listigen Plan nach Rache. Daneben gelingt es ihm, mit flämischen Handwerkern und der Unterstützung der Königin sein Geschäft zu sanieren und die Tuchherstellung Englands zu revolutionieren.
1337 überredet Jonah William de la Pole mit einem finanziellen Vorteil, ihm die Hand seiner Tochter Giselle zu geben. Mit dem finanziellen Vorteil gelingt es de la Pole, den englischen König zu beeindrucken. Der benötigt das Geld für den bevorstehenden Krieg mit Frankreich.
Inzwischen steht Jonah durch ein schlechtes Geschäft mit dem König wieder einmal vor dem finanziellen Ruin. Nur mit Hilfe seiner Frau Giselle und seines Kompagnon Crispin gelingt es diesmal, das Unheil abzuwenden.
Durch seine Beteiligung an der Seeschlacht von Sluis kommt Jonah Jahre später wieder zu finanziellem Wohlstand. Doch auch Unglück und Intrigen lassen ihn nicht ruhen. So kann er nur mit Mühe seine Familie bei einem Hausbrand retten. Die Pest hinterlässt Folgen im Hause Durham und sein Cousin Rupert Hillock will noch eine Rechnung begleichen.

## Handelnde Figuren

### Fiktive Figuren
- Jonah Durham, Hauptfigur des Romans
  - Giselle, Tochter von William de la Pole und Jonahs Frau
  - Lucas, Philip, Elena und Samuel, ihre Kinder
- Crispin Lacy, Jonahs Freund und Kompagnon
- Rupert Hillock, sein Lehrmeister und Cousin
- Elizabeth Hillock, Ruperts Frau
- Cecilia Hillock, Großmutter von Jonah und Rupert
- Annot, Hure und Geschäftsfrau
  - Cecil, ihr behinderter Sohn
- Francis Willcox, der Fuchs, König der Diebe
  - Harry, sein Sohn

### Historische Figuren
- Edward III., König von England
- Philippa von Hainault, seine Frau
  - Edward, Isabella, Joanna, Lionel, John, Edmund, Mary, Margaret und Thomas, ihre Kinder
- John Pulteney, Kaufherr und Lord Mayor of London
- William de la Pole, berüchtigtster Kaufmann Englands
- Joan of Kent, spätere Gemahlin Edwards of Woodstock

## Hörspielfassungen
Für das Buch gibt es zwei Hörspielfassungen. 
2009 veröffentlicht Lübbe Audio das Buch als gekürztes Hörbuch auf 8 CDs, gesprochen von Detlef Bierstedt.
2014 bis 2015 wurde das Buch als dreiteilige Hörspielfassung unter dem Titel Jonah durch Audible vertont und veröffentlicht. Als Sprecher wirkten unter anderem Detlef Bierstedt, Timmo Niesner (Jonah), Dorette Hugo (Giselle), Nicolás Artajo (Crispin), Marie-Isabel Walke (Annot), Ulrike Stürzbecher (Philippa), Norman Matt (Edward), Stefan Kaminski (Waringham), Oliver Siebeck, Vera Teltz, Uve Teschner, Reinhard Kuhnert, Greta Galisch, Erich Räuker, Robert Frank und Michael Iwannek.
Die drei Teile sind:
- Jonah – Die Lehrjahre: Der König der purpurnen Stadt 1
- Jonah – Der Aufstieg: Der König der purpurnen Stadt 2
- Jonah – Das Imperium: Der König der purpurnen Stadt 3